# Зайково (Владимирская область)
Зайково — деревня в Кольчугинском районе Владимирской области России, входит в состав городского поселения Кольчугино.

## География
Деревня расположена на берегу Кольчугинского водохранилища (река Пекша) в 1 км на север от райцентра города Кольчугино.

## История
В XIX — начале XX века деревня входила в состав Есиплевской волости Юрьевского уезда, с 1925 года — в составе Кольчугинской волости Александровского уезда. В 1859 году в деревне числилось 14 дворов, в 1905 году — 24 двора, в 1926 году — 49 дворов.
С 1929 года деревня входила в состав Литвиновского сельсовета Кольчугинского района, с 2005 года — в составе городского поселения Кольчугино.

## Население
| 1859 | 1905 | 1926 | 2002 | 2010 | 2021 |
| ---- | ---- | ---- | ---- | ---- | ---- |
| 108  | ↗158 | ↗263 | ↘47  | →47  | ↗57  |